# Parasarcophaga omari
Parasarcophaga omari är en tvåvingeart som beskrevs av Hiromu Kurahashi och Leh 2007. Parasarcophaga omari ingår i släktet Parasarcophaga och familjen köttflugor. Inga underarter finns listade i Catalogue of Life.